# Alpheus glaber
Alpheus glaber är en kräftdjursart som först beskrevs av Giuseppe Olivi 1792.  Alpheus glaber ingår i släktet Alpheus och familjen Alpheidae. Inga underarter finns listade i Catalogue of Life.